# Kriegsgerichtsrat
Ein Kriegsgerichtsrat war im Deutschen Reich ein Beamter der höheren Militärgerichtsbarkeit, der den Divisionskommandos und gleichgestellten Kommandobehörden der Wehrmacht beigeordnet war.
Der Kriegsgerichtsrat musste die Befähigung zum Richteramt haben. Die Anstellung erfolgte auf Lebenszeit.